# Literatura asturiana
Literatura asturiana és la literatura feta en asturlleonès, una llengua romànica que es parla a Astúries, Lleó, Miranda i part d'Extremadura.

## Història

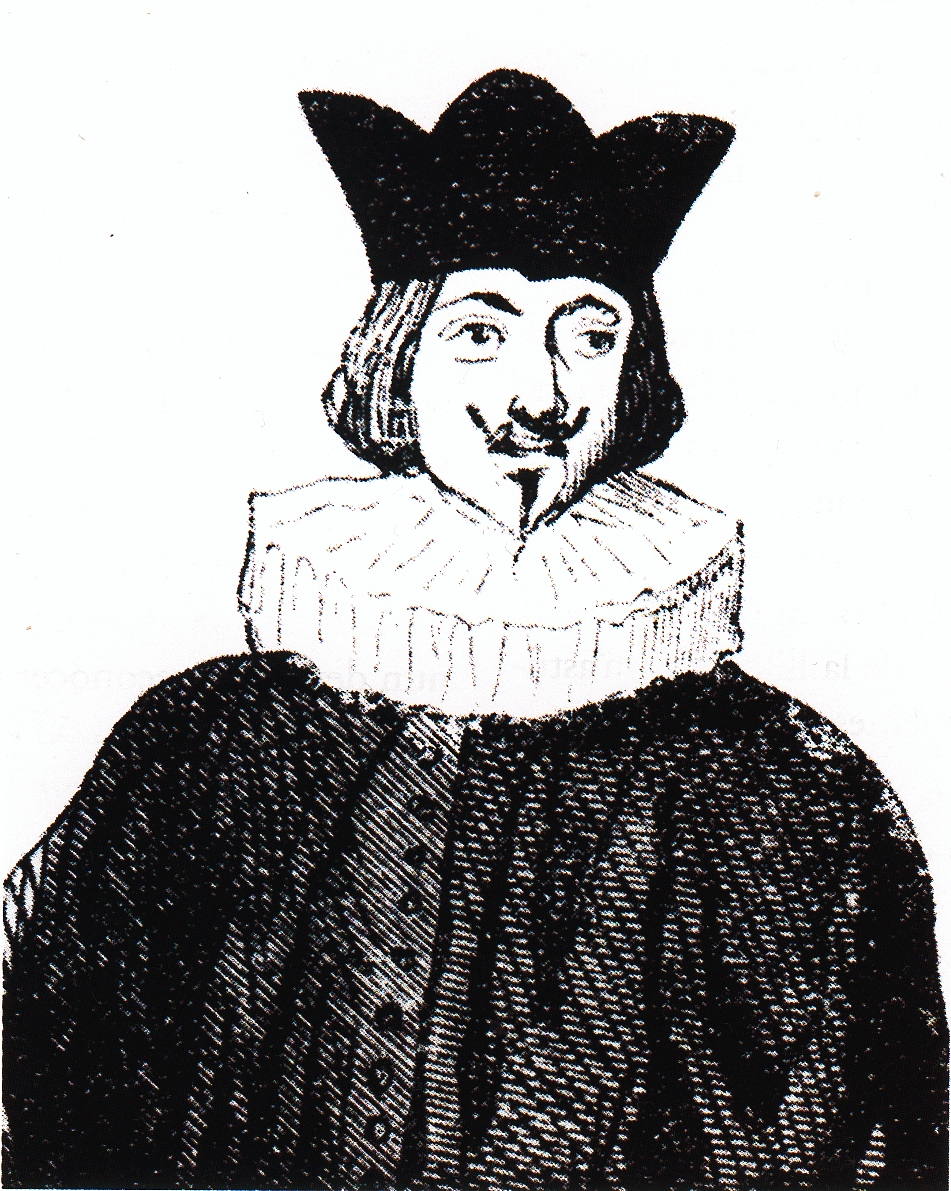
Antón de Marirreguera en un retrat ideal del.

La literatura oral, de transmissió oral, enfonsa les seves arrels en l'edat mitjana i es compon fonamentalment de cançons i romanços, presents encara avui en la tradició oral d'Astúries, i recopilats en cançoners, com el Cancionero musical de la lírica popular asturiana d'Eduardo Martínez Torner

### Barroc
El primer text literari pròpiament dit del qual es té notícia és el Pleitu ens Uviéu i Mèrida poles cenices de Santolaya del clergue Antón de Marirreguera, que data de 1639 i exposa l'argumentació de l'autor en favor de la devolució de les cendres de Santa Eulàlia a la capital asturiana. Antón de Marirreguera és autor de molts altres textos, com les rondalles Dido y Eneas i Píramo y Tisbe o les obres teatrals de L'ensalmador o L'Alcalde. L'altre autor del Barroc Asturià, és Bernaldo de Quirós, militar de carrera nomenat per la Junta General del Principat per a ajudar al Rei Felip V. D'ell tan sols se li coneix un poema d'extraordinària longitud Pictures del Caballu

### La Il·lustració Asturiana o laXeneración del Mediu Sieglu
Després del Barroc, s'obre un gran període per a la literatura asturiana, que és el coincident amb la Il·lustració Asturiana, un període de gran desenvolupament intel·lectual i literari pel que fa a segles passats.
Gaspar Melchor de Jovellanos, va ser el principal mentor de la literatura asturiana de l'època i un ferm defensor de la creació de l'Academia Asturiana de las Buenas Letras, que més tard es crearia en 1919 per a restablir-se el 1981 amb el nom d'Academia de la Llingua Asturiana. Entre les aportacions de Jovellanos a la literatura, destaquen les "instruccions" per a la creació d'una normativa comuna i la recopilació d'un diccionari, una gramàtica i una ortografia de l'asturià. Un poema anònim, dit 'eñor Conde Campumanes i datat en 1781, se li sol atribuir a ell.
Bruno Fernández Cepeda és un altre dels escriptors de la Generació del Mig Segle, se sap que era professor de llatí i clergue i només se'n conserven tres poemes: La enfermedá, Felicitació d'unos díes i Bayura d'Asturies.

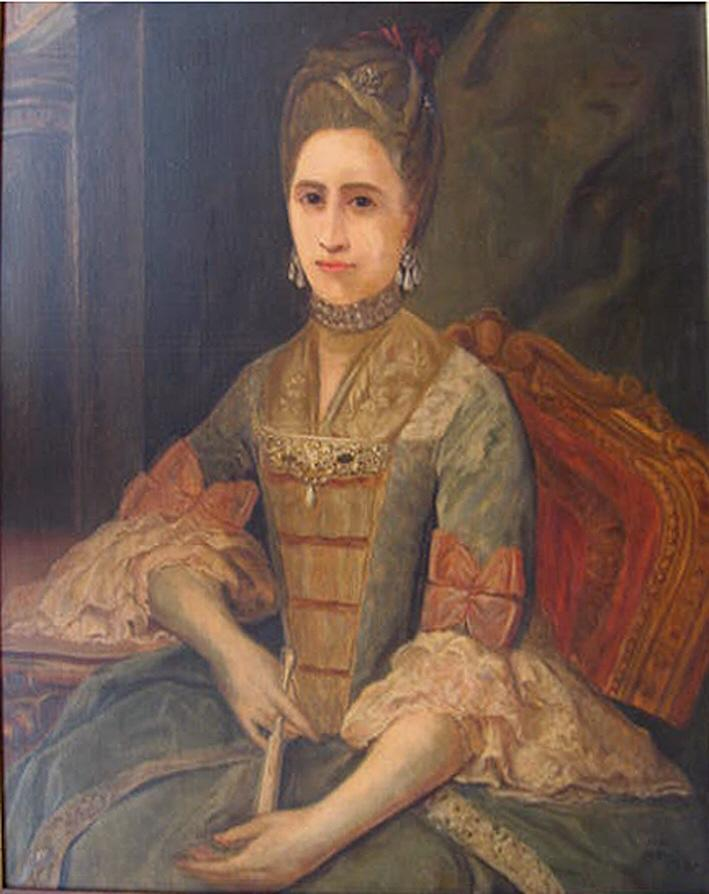
Xosefa de Jovellanos. Retrat copiat el 1920 d'un original de Joaquín Inza del 1774.

Xosefa Xovellanos, germana de Gaspar de Xovellanos, és el primer nom de dona que sona en la literatura asturiana i en els temes dels seus poemes es troben elements que defineixen el corrent il·lustrat: La crítica davant les desigualtats socials o la denúncia del comportament de la noblesa. Es conserven d'ella els següents poemes: Carta, Preparativos pa la proclamación de Carlos IV n'Uviéu, La proclamación de Carlos IV, Fiestes a Xovellanos i Les esequies de Carlos III.
D'Anón Balvidares Argüelles es conserven només tres obres: Diálogu Políticu, L'entierru del callóndrigu Reguero i El misteriu de la Trinidá i vida de Xesucristu en les quals estan presents algunes idees il·lustrades barrejades amb un fort component de devoció cristiana.

### El Segle XIX
En 1839 es publica a Oviedo la Colección de poesías en dialecto asturiano una antologia preparada per Xosé Caveda y Nava que recull l'obra més important dels escriptors asturians de segles anteriors i diversos poemes propis. L'aparició d'aquest llibre fa que molts joves s'animin a escriure una obra que vol reflectir els costums del poble en la seva pròpia llengua. També destaca d'aquesta època la figura de Xuan Xunquera que redacta la Gramàtica asturiana codificant les regles gramaticals de la llengua. Poetes com Domingo Hevia, Benito Canella, Xosé Caveda, Teodoro Cuesta, Xuan María Acebal, Xosé María Flórez i González, Xosé Napoleó Acebal i Nolón són noms de poetes i dramaturgs de l'època destacant Enriqueta González Rubín com a narradora.
Xosé Caveda y Nava és sens dubte el referent literari per a les generacions futures, tant pels poemes que escriu com pel seu afany recopilador. Els seus poemes són de diversos temes; històric: La Batalla de Covadonga; de tradició popular: Los enamoraos de 'aldea, La Paliza, La vida de l'Aldea; de caràcter sentimental: El Neñu enfermu; de caràcter escatològic: La defensa del peu
Xuan María Acebal va merèixer el títol de Príncep dels Poetes entre els seus contemporanis. La seva obra no és molt extensa però representa el cim poètic del segle xix asturià, podent classificar-la temàticament; Poesia religiosa: A María Inmaculada, 'L niñín Jesús, Venite ad em, A María i Refugium peccatorum; de caràcter paisatgístic: Cantar y más cantar, La fonte de Fascura, La vida del aldeanu; uns altres: L'ahmor del hogar, A so maxestá la reina Sabel Segona i Arreglu de cuentes També va traduir a l'asturià tres odes d'Horaci Beatus ille, Maeccenas atavis i Cum tu, Lydia, Telephi.
Teodoro Cuesta representa el corrent popular i és el poeta més conegut i influent. Escriu els seus primers poemes sota el magisteri de Caveda, de qui pren el títol genèric de La vida de l'aldea. En la seva extensa obra podem trobar poesia satírica, costumista, religiosa i de curcunstàncies.

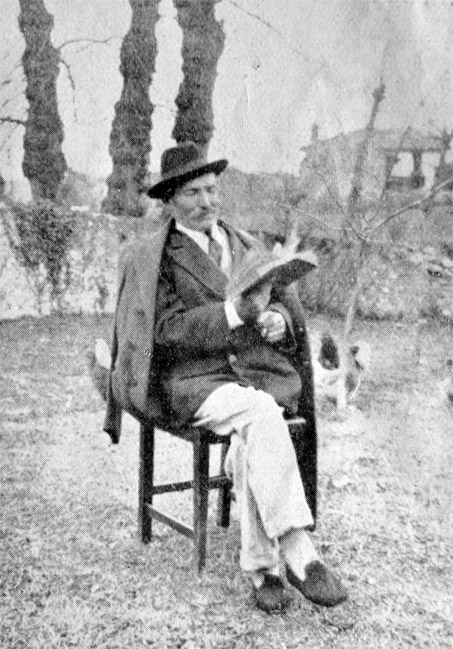
El poeta Pin de Pría en una imatge dels anys 1920.

### El Regionalisme Asturià
Coincidint amb els primers moviments regionalistes de la política asturiana, es dona a conèixer un grup d'escriptors que se senten hereus directes de la tasca poètica de Costa y Acebal. Són els poetes Pepín de Pría Nel i Flor i La fonte del cai, Constantino Cabal L'alborá dels malvises, Marta Balbín, Constantino Total o Daniel Albuerne i els dramaturgs Pachín de Melás, Eloy Fernández Caravera o Fabricio. Aquest grup crea el 1919 una Real Academia Asturiana de Artes i Letras que no va a tenir cap operativitat.
Destaquen també Enrique García-Rendueles per l'elaboració d'un diccionari, una nova gramàtica i la recopilació d'una antologia Los nuevos bablistas (1925). Però sens dubte, és Fernán Coronas el més destacat escriptor de l'època, frare oblat que viatjà arreu d'Europa aprenent llengües antigues i modernes al mateix temps que adquireix una considerable cultura. Les dues últimes dècades de la seva vida les dedica a l'estudi de l'asturià, recollint dades per a un diccionari general, elaborant un altre de la rima, una gramàtica... i component molts poemes que avui segueixen, en la seva major part, inédits. Amb ell comença el segle XX per a la literatura asturiana.

### El Segle XX (Abans de la Guerra Civil)
La literatura asturiana, després de l'auge del regionalisme, segueix anquilosada en els mateixos temes costumistes i perd el favor del públic, es tanca en si mateixa, els autors d'aquesta època (Xiquín de Villaviciosa, Matías Conde o Laudelino León no arriben a la categoria dels seus predecessors ni la seva bona acollida.

### El Segle XX (Després de la Guerra Civil)
La guerra civil espanyola suposa una ruptura política, social, econòmica i cultural. La literatura asturiana segueix sent humorística i ruralitzant i desconnectada d'una realitat social cada vegada més industrial i urbana. No obstant això, alguns autors des dels anys 60 intenten superar el costumisme tradicional, destaquen: Maria Xosefa Canellada poetessa i narradora de curta però intensa obra, publica en 1980 Montesín el primer llibre juvenil i en 1990 la novel·la curta Malia, Mariantia y yo. Nené Losada Rico la seva obra beu en la tradició oral i compon Cantares Valdesanos i publica també els poemaris Entre apigarzos, El nome de las cousas i l'antologia Fueyas que reverdecen.

### El Surdimientu

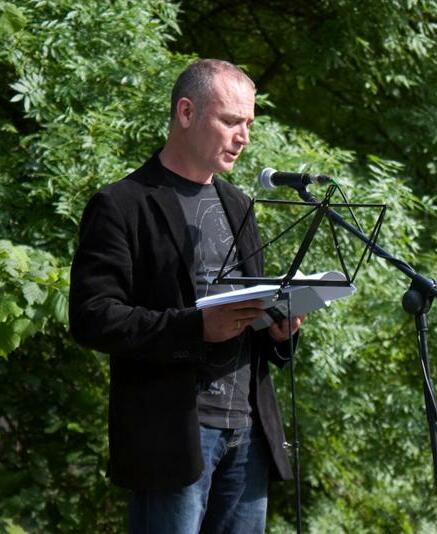
Xuan Bello el 2012.

L'aparició de Conceyu Bable en l'Astúries de 1974, el moviment pro-llengua que a la fi de la dictadura i durant tota la transició es viu a Astúries i de manera molt especial en l'àmbit universitari, així com el sorgiment en els anys setanta del Nuevu canciu Astur propícia una etapa d'apogeu i de rupturisme total, que iguala en nombre d'autors als quals estan escrivint amb tots els quals havien escrit anteriorment. Renovant temes per complet, tocant la política, l'amor, l'erotisme en la poesia i adquirint gran rellevància la novel·la i els contes així com ampliant-se de manera notable el volum de les traduccions d'altres llengües. D'aquesta època que molts crítics insisteixen a dividir en "El primer surdimientu" i "El segundu surdimientu" destaquen: Manuel Asur, inaugurador del corrent i l'etapa, amb el llibre de 1977 Cancios i poemes pa un riscar si bé en publicaria més tard d'altres com Poesia (1976-1996) i Orbayos, Xuan Xosé Sánchez Vicente, Xuan Bello, Ana Vanessa Gutiérrez, Berta Piñán i Xandru Fernández.